# Duurswouderheide
De Heide van Duurswoude of Duurswouderheide is het grootst overgebleven heideveld van de provincie Friesland. Het gebied meet ongeveer 150 ha. Het maakt deel uit van een bijna 1000 ha groot aaneengesloten bos- en natuurgebied van het Staatsbosbeheer rond Bakkeveen. Toegang: de bekendste ingang ligt aan de Duerswâld, ter hoogte van het hervormde kerkje van Wijnjewoude, de andere aan de Leidijk bij Waskemeer. Een heuvel aan de bosrand, die het heideveld scheidt van het bos, is ingericht als uitkijkplaats.

## Vennetjes
Over het hele heideveld verspreid zijn vennetjes te zien, waarvan er zes een behoorlijke omvang hebben. Het zijn vermoedelijk allemaal pingoruïnes: vennen of veenplassen, ontstaan uit ijslenzen in de ijstijd. 
In de Middeleeuwen werd de heide bewoond. De mensen woonden vlak bij de vennetjes. Bewijzen dat de heide bewoond is geweest, zijn opgravingen van potscherven op de heide. Ook doen verschillende aangeplante eikenwallen herinneren aan de bewoonde tijden van de heide.

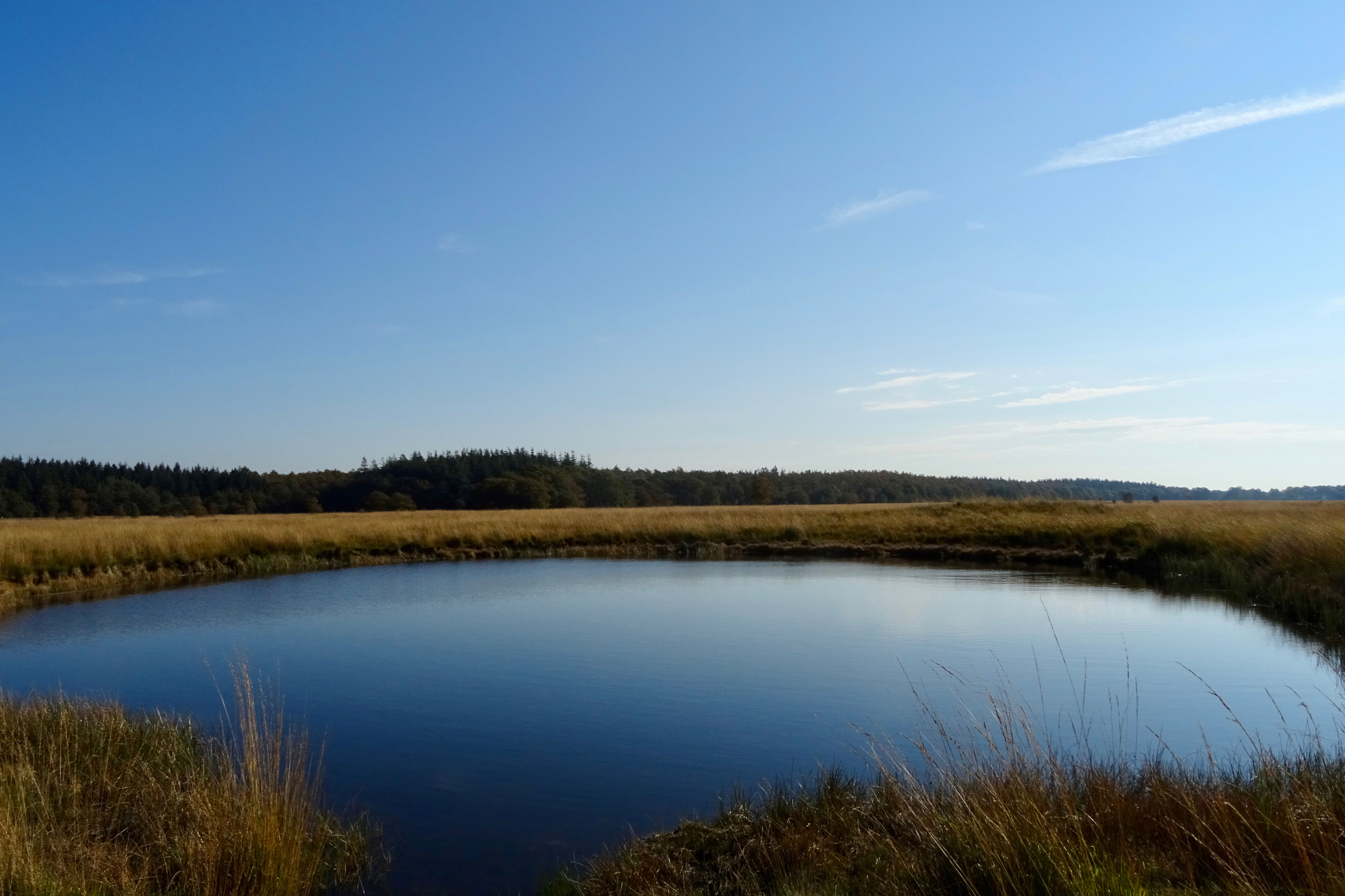
Vennetje (mogelijk een pingoruïne) op de Duurswouderheide